# Новопетрівська сільська рада (Високопільський район)
Новопетрі́вська сільська́ ра́да — адміністративно-територіальна одиниця та орган місцевого самоврядування в Високопільському районі Херсонської області. Адміністративний центр — село Новопетрівка.

## Загальні відомості
- Територія ради: 58,819 км²
- Населення ради: 1 254 особи (станом на 2001 рік)

## Населені пункти
Сільській раді підпорядковані населені пункти:
- с. Новопетрівка
- с. Ольгине

## Склад ради
Рада складається з 16 депутатів та голови.
- Голова ради: Карпенко Ігор Олександрович
- Секретар ради: Сурова Світлана Олексіївна

### Керівний склад попередніх скликань
| Прізвище, ім'я, по батькові   | Основні відомості                                                                             | Дата обрання | Дата звільнення |
| ----------------------------- | --------------------------------------------------------------------------------------------- | ------------ | --------------- |
| Штопенко Анатолій Миколайович | Сільський голова, 1948 року народження, член Соціал-демократичної партії України (об'єднаної) | 26.03.2006   | 17.12.2008      |
| Карпенко Ігор Олександрович   | Сільський голова, 1963 року народження, освіта вища, безпартійний                             | 03.05.2009   | 31.10.2010      |
| Карпенко Ігор Олександрович   | Сільський голова, 1963 року народження, освіта вища, член партії Єдиний Центр                 | 31.10.2010   |                 |

Примітка: таблиця складена за даними сайту Верховної Ради України

### Депутати
За результатами місцевих виборів 2010 року депутатами ради стали:

#### За суб'єктами висування
| Суб'єкт висування                                       | Кількість обраних депутатів | %    |
| ------------------------------------------------------- | --------------------------- | ---- |
| Партія регіонів                                         | 7                           | 43,8 |
| Політична партія Всеукраїнське об'єднання «Батьківщина» | 3                           | 18,8 |
| Політична партія «Сильна Україна»                       | 3                           | 18,8 |
| Комуністична партія України                             | 1                           | 6,3  |
| Народна партія                                          | 1                           | 6,3  |
| Самовисування                                           | 1                           | 6,3  |

#### За округами
| № округу                                                | Прізвище, ім'я, по батькові     | Дата визнання обраним | Освіта  | Партійна приналежність                        | Відомості про обраного депутата                                                     |
| ------------------------------------------------------- | ------------------------------- | --------------------- | ------- | --------------------------------------------- | ----------------------------------------------------------------------------------- |
| Комуністична партія України                             |                                 |                       |         |                                               |                                                                                     |
| 4                                                       | Клокова Світлана Григорівна     | 01.11.2010            | середня | член Комуністичної партії України             | тимчасово не працює                                                                 |
| Народна Партія                                          |                                 |                       |         |                                               |                                                                                     |
| 6                                                       | Кривенко Антоніна Іванівна      | 01.11.2010            | середня | член Народної партії                          | Новопетрівська сільська рада, бухгалтер                                             |
| Партія регіонів                                         |                                 |                       |         |                                               |                                                                                     |
| 3                                                       | Шевченко Людмила Олександрівна  | 01.11.2010            | вища    | член Партії регіонів                          | Новопетрівська загальноосвітня школа, вчитель                                       |
| 5                                                       | Чайка Любов Василівна           | 01.11.2010            | середня | позапартійна                                  | Новопетрівський дитячий садок, завідувачка дитячого садка                           |
| 7                                                       | Колісніченко Тетяна Анатоліївна | 01.11.2010            | вища    | член Партії регіонів                          | домогосподарка                                                                      |
| 9                                                       | Чумна Любов Йосипівна           | 01.11.2010            | вища    | позапартійна                                  | Новопетрівська загальноосвітня школа, вчитель                                       |
| 12                                                      | Шуліпа Світлана Василівна       | 01.11.2010            | середня | член Партії регіонів                          | тимчасово не працює                                                                 |
| 14                                                      | Крилова Тетяна Миколаївна       | 01.11.2010            | середня | позапартійна                                  | Ольгинський фельдшерсько-акушерський пункт, санітарка                               |
| 15                                                      | Свириденко Жанна Федорівна      | 01.11.2010            | середня | член Партії регіонів                          | тимчасово не працює                                                                 |
| Політична партія Всеукраїнське об'єднання «Батьківщина» |                                 |                       |         |                                               |                                                                                     |
| 1                                                       | Горбенко Алла Григорівна        | 01.11.2010            | середня | член Всеукраїнського об'єднання «Батьківщина» | Новопетрівська загальноосвітня школа, вчитель                                       |
| 11                                                      | Шкальов Сергій Володимирович    | 01.11.2010            | середня | член Всеукраїнського об'єднання «Батьківщина» | приватний підприємець                                                               |
| 16                                                      | Ізмайлова Тетяна Анатоліївна    | 01.11.2010            | середня | член Всеукраїнського об'єднання «Батьківщина» | Високопільська ЦРЛ, медична сестра                                                  |
| Політична партія «Сильна Україна»                       |                                 |                       |         |                                               |                                                                                     |
| 8                                                       | Іванова Антоніна Іванівна       | 01.11.2010            | вища    | член Політичної партії «Сильна Україна»       | домогосподарка                                                                      |
| 10                                                      | Суботович Віктор Петрович       | 01.11.2010            | вища    | член Політичної партії «Сильна Україна»       | Управління сільськогосподарського та агропромислового комплексу, головний зоотехнік |
| 13                                                      | Порунова Валентина Василівна    | 01.11.2010            | вища    | член Політичної партії «Сильна Україна»       | домогосподарка                                                                      |
| Самовисування                                           |                                 |                       |         |                                               |                                                                                     |
| 2                                                       | Сурова Світлана Олексіївна      | 01.11.2010            | вища    | позапартійна                                  | Новопетрівська сільська рада, секретар                                              |

## Населення
Згідно з переписом УРСР 1989 року чисельність наявного населення села становила 1302 особи, з яких 607 чоловіків та 695 жінок.
За переписом населення України 2001 року в селі мешкало 1247 осіб.

### Мова
Розподіл населення за рідною мовою за даними перепису 2001 року:
| Мова       | Відсоток |
| ---------- | -------- |
| українська | 92,42 %  |
| російська  | 7,34 %   |
| молдовська | 0,24 %   |